# James Lewis Perry
Pour les articles homonymes, voir Perry.
James Lewis Perry, né le 19 novembre 1979 au Cap, est un coureur cycliste professionnel sud-africain.

## Biographie
En 2000, James Perry participe aux championnats du monde, à Plouay en France. Il y est 17e du contre-la-montre des moins de 23 ans, et 72e de la course en ligne. Il est à nouveau présent aux championnats du monde de 2001 à Lisbonne au Portugal. Il y prend la troisième place du contre-la-montre des moins de 23 ans et la 34e de la course en ligne de cette catégorie.
En 2002, il intègre l'équipe Amore & Vita. Il devient champion d'Afrique du Sud du contre-la-montre. Il remporte une deuxième fois ce titre en 2008.

## Palmarès sur route

### Par années
- 1998
  - 3e du championnat d'Afrique du Sud du contre-la-montre espoirs
- 2000
  -  Champion d'Afrique du Sud du critérium
  -  Champion d'Afrique du Sud du contre-la-montre espoirs[5]
  - 2e du champion d'Afrique du Sud sur route espoirs
- 2001
  -  Champion d'Afrique du Sud du contre-la-montre espoirs[6]
  -  Médaillé de bronze du championnat du monde du contre-la-montre espoirs
- 2002
  -  Champion d'Afrique du Sud du contre-la-montre
- 2005
  - Berg en Dale Classic
  - GP Möbel Alvisse
  - GP Soluver
  - 2e du Ringerike Grand Prix
  - 2e du Powerade Dome 2 Dome Cycling Spectacular
- 2007
  - 2e du championnat d'Afrique du Sud du contre-la-montre
- 2008
  -  Champion d'Afrique du Sud du contre-la-montre
  - Carousel GP
  - Tour de Vino
- 2009
  - 3e du championnat d'Afrique du Sud du contre-la-montre
- 2010
  - 1re et 6e étapes du Tour de Luzon
  - 2e du championnat d'Afrique du Sud du contre-la-montre
  - 3e du championnat d'Afrique du Sud sur route
  - 3e du Tour de Luzon
- 2011
  - Kumba Iron Ore Classic
- 2012
  - VW Herald
  - 3e étape du Coq Sportif Tour
- 2014
  - Wilro 100
  - East Rand Classic

### Classements mondiaux
| Année           | 2005 | 2006 | 2007   | 2008 | 2009 | 2010 |
| --------------- | ---- | ---- | ------ | ---- | ---- | ---- |
| UCI Africa Tour | 13e  |      | 108e   | 93e  | 119e | 32e  |
| UCI Asia Tour   | 111e |      |        |      | 237e |      |
| UCI Europe Tour | 113e |      | 1 272e |      |      |      |

## Palmarès sur piste
- 2011
  -  Champion d'Afrique du Sud de poursuite
  -  Champion d'Afrique du Sud de poursuite par équipes (avec Clint Hendricks, Nolan Hoffman et Jean Spies)
  - 3e du championnat d'Afrique du Sud de course aux points
- 2012
  -  Champion d'Afrique du Sud de poursuite
  - 2e du championnat d'Afrique du Sud de course aux points
- 2013
  -  Champion d'Afrique du Sud de poursuite par équipes (avec Nolan Hoffman, Kellan Gouveris et Jevandre Pauls)
  - 2e du championnat d'Afrique du Sud de poursuite
- 2014
  -  Champion d'Afrique du Sud de poursuite par équipes (avec Nolan Hoffman, Kellan Gouveris et David Maree)
- 2015
  - 2e du championnat d'Afrique du Sud de poursuite par équipes